# Dacapo
Dacapo (Eigenschreibweise :dacapo:) ist die Kurzfassung des Namens der Bremer Kulturinstitution Dacapo gemeinnützige Konzertgesellschaft m.b.H. Der Name bezieht sich auf den musikalischen Fachbegriff da capo.
Die von Ingo Ahmels geleitete Gesellschaft widmet sich zeitgenössischer Musik. Seit 1985 wurden über 500 Konzerte, multimediale Projekte, wissenschaftliche Tagungen, öffentliche Kunst-Aktionen und Kurse an verschiedenen Orten durchgeführt, unter anderem im Bremer Überseemuseum, der Kunsthalle Bremen, dem Bremer Theater, dem Institut Français de Brême und im Blockland.
Die Konzerte sollen zeitgenössische Musik erlebbar machen. Neben neuer abendländischer E-Musik werden daher neuer Jazz, improvisierte Musik und Musikkulturen und -traditionen aus aller Welt präsentiert.
Dacapo wurde 1985 als Konzertverein gegründet. Sie ist seit 1992 in der Rechtsform einer gemeinnützigen GmbH aktiv. Mit ihren vom Kulturetat des Bremer Senats unterstützten Veranstaltungen und Projekten konnte sich von 1986 bis 2001 zu einer international bekannten Organisation entwickeln. Ab 2002 organisierte sich Dacapo neu und es besteht nun aus drei Bereichen:
- professionelle Musiktheatergruppe :ensemble dacapo:,
- ehrenamtlich betriebener Archiv- und Labelbereich d'c records,
- seit 1985 bestehende, zurzeit pausierende Konzertreihe, die bislang fast 2000 Künstlerinnen und Künstlern aus der ganzen Welt Auftritte in Konzert-, Museums-, Galerie-, Tonstudio-, TV- und Theaterkontexten verschaffen konnte.